# ایدیلات (اکلاهما)
ایدیلات (به انگلیسی: Aydelotte) یک منطقهٔ مسکونی در ایالات متحده آمریکا است که در شهرستان پوتاواتامی، اکلاهما واقع شده‌است.